# Jeremy Cota
Jeremy Cota (* 24. Oktober 1988 in Greenville, Maine) ist ein US-amerikanischer Freestyle-Skier. Er ist auf die Buckelpisten-Disziplinen Moguls und Dual Moguls spezialisiert.

## Biografie
Cota wurde als Zwölfjähriger in ein Freestyle-Trainingsprogramm aufgenommen. Ab Februar 2005 gelangte er zunächst in der nordamerikanischen Kontinentalmeisterschaft, dem Nor-Am Cup, zum Einsatz. In der Saison 2008/09 entschied er mit sieben Podestplätzen die Moguls-Wertung des Nor-Am Cups für sich. Sein Debüt im Freestyle-Weltcup hatte er am 14. Januar 2010 in Deer Valley, wo er sogleich den sechsten Platz belegte. In seiner Premierensaison blieb dies sein bestes Ergebnis.
Den Anschluss an die Weltspitze fand Cota im Verlaufe der Saison 2010/11 mit mehreren Top-10-Ergebnissen. Die erste Podestplatzierung erzielte er am 22. Januar 2011 im Moguls-Wettbewerb von Lake Placid. Bei der Weltmeisterschaft 2011 in Deer Valley verpasste er als Moguls-Vierter knapp eine Medaille. Ein weiterer dritter Platz folgte am 25. Februar 2011 in Mariánské Lázně. Seine bisher beste Rangierung ist der 2. Platz am 14. Januar 2012 in Mont Gabriel.

## Erfolge

### Weltmeisterschaften
- Deer Valley 2011: 4. Moguls, 9. Dual Moguls

### Juniorenweltmeisterschaften
- Airolo 2007: 14. Dual Moguls

### Weltcup
- 2010/11: 5. Moguls-Weltcup
- 2011/12: 4. Gesamtweltcup, 3. Moguls-Weltcup
- 2014/15: 7. Moguls-Weltcup
- 8 Podestplätze

### Weitere Erfolge
- 11 Podestplätze (davon 2 Siege) im Nor-Am Cup, Gewinner Moguls-Wertung Saison 2008/09
- 1 US-amerikanischer Meistertitel (Dual Moguls 2010)